# فوتاباشا
فوتاباشا المحدودة (باليابانية: 株式会社双葉社) هي شركة نشر يابانية يقع مقرها في شينجوكو، طوكيو. تأسست في 1948. من المانغا التي تنشرها لوبين الثالث ومن مجلاتها كوميك هاي!.

## وصلات خارجية
- الموقع الرسمي